# Fugleholm
Fugleholm er en ø i Rødsand i Østersøen, ca. 5 km vest for Gedser. Øen ca. 4 km lang og ca. 100 m bred på det bredeste sted.
Fugleholm er nærmest en sandbanke og er et tilholdssted for sæler samt yngleplads for måger og terner.